# Pero tabitha
Pero tabitha är en fjärilsart som beskrevs av J. Peter Maassen 1890. Pero tabitha ingår i släktet Pero och familjen mätare. Inga underarter finns listade i Catalogue of Life.